# Atlético Venezuela Club de Fútbol
El Atlético Venezuela Club de Fútbol fue un club de fútbol profesional venezolano que hoy día hace vida en el fútbol organizado de la Federación Venezolana de Fútbol y la Asociación de Fútbol del Distrito Capital en Venezuela, tenía sede en Caracas, Venezuela. Jugaba en la Primera División de Venezuela y disputaba sus partidos como local en el Estadio Brígido Iriarte. 
Fundado el 23 de julio de 2009 por el almirante Franklin Zeltzer. 
A finales de 2022 el equipo desapareció institucionalmente. 
En tres años, logró dos ascensos a Primera División y dos campeonatos de Segunda División.
Sus primeros colores fueron el naranja y el negro, pero un cambio de dueños alteró todo en el conjunto nacional y utilizaron como colores principales en su uniforme el azul y el rojo, colores del Ejército Bolivariano.

## Historia

### Los inicios
El Atlético Venezuela Club de Fútbol fue fundado el 23 de julio de 2009 en la ciudad de Caracas y tiene como sede el Estadio Brígido Iriarte, ubicado en la urbanización El Paraíso, en el suroeste de la capital de Venezuela.
Su fundador y primer presidente fue el Almirante Franklin Zeltzer, y estuvo acompañado en la directiva por Atilio Radomile (Vicepresidente), Franklin Zeltzer (Secretario General), Olaida Pulido (Tesorera), Aderito de Souza (1.er Vocal) y Mena Cerrachio (2.º Vocal). El Consejo de Honor los conformaron como Presidente, Pedro Gadea, y como miembros, José Pastran y Alberto Pedroza.
Para su ingreso al fútbol profesional de Segunda División en los torneos de la Federación Venezolana de Fútbol, ocupó el lugar dejado por el club UNEFA FC, quien cedió sus derechos a la naciente divisa para la temporada 2009-2010.
Su primer encuentro en Segunda División como Atlético Venezuela fue el domingo 23 de agosto de 2009 en el estadio del Cocodrilos Sport Park ante Estrella Roja, con el que empató a un gol, tanto anotado por Darwin Peralta al minuto 42. Peralta pasó así a ser el primer jugador en marcar un gol con el Atlético Venezuela en el fútbol profesional. El árbitro principal de ese desafío fue Tomas Salón, del estado Aragua.
En el Torneo Apertura 2009 el Atlético ocupa la novena casilla, con saldo de 16 juegos, 6 ganados, 6 empatados y 4 perdidos, 19 goles a favor y 13 goles en contra. El director técnico del equipo en este torneo fue Rodrigo Piñón. Antonio Steimbach, César Rincón y Darwin Peralta fueron los máximos anotadores del equipo en el Apertura 2009.
En el Torneo Clausura 2010 el equipo cambia de director técnico y llega Jesús Iglesias quien asume el control y lo lleva a Primera División. El equipo pierde 2-1 en el estreno de Iglesias ante Estrella Roja, sin embargo el Consejo de Honor de la Federación Venezolana de Fútbol le daría luego los tres puntos al prosperar una protesta en contra del rival por la alineación indebida de un jugador suspendido. Luego de 16 jornadas, el equipo queda igualado en la primera casilla de la clasificación del Torneo Clausura 2010 con el Caracas "B" pero por mejor diferencia de goles ocupa el primer lugar y se titula campeón del torneo, por lo que gana el ascenso a la Primera División y el derecho de jugar la final ante el filial del Caracas FC. El saldo del equipo en el Clausura fue de 11 ganados, 2 empatados y 2 perdidos, 28 goles a favor y apenas 10 en contra, para 35 puntos. El viernes 28 de mayo de 2010 en el Cocodrilos Sport Park, Atlético Venezuela empata a un gol con el Caracas FC en el juego único final para decidir el campeón de la Temporada 2009-2010. El cuadro filial se fue arriba en el marcador apenas a los 4 minutos con un autogol de Edson Rodríguez. Luciano Roque, al 39, igualó la pizarra, que no se movería más. Hubo que decidir el encuentro por lanzamientos de penaltis y el Atlético fue el ganador 4-3 sobre los Rojos del Ávila. Por los campeones lanzaron Ender Márquez (fuera), Marcos Vivas (gol), Yaquino Celli (gol), Luciano Roque (gol) y Edson Rodríguez (gol). Por Caracas FC, Josef Martínez (gol), Carlos Suárez (gol), Mike Pineda (gol), Carlos Verdú (fuera) y Rómulo Otero (parado).
Jugaron en ese partido histórico que le dio la primera estrella al Atlético Venezuela, Franklin Zeltzer, Winder Mendoza, Norman Baquero, Edson Rodríguez, Marcos Vivas, Francisco Valdez (Yaquino Celli 88’), Francisco Chávez, Charbel Roye (Jorge Padilla 74’), Luciano Roque, Kleudes García y Christopher Soto (Endert Márquez 76’). Además formaban parte del equipo el uruguayo Marcelo Refresquini, el colombiano César Rincón, y los nacionales Wilkinson Rivas, Philipe Estévez, Javier Godoy, Jonathan Guerra, Miguel Ángel Ariza, Ramón y Diego Cristaldo, Joel Galán, Cristian Ormeño y José Bottini.
El cuerpo técnico encabezado por Jesús Iglesias contó con el soporte de Felipe Soto, Javier Covela, Fabio Pérez y Sergio Pareja como delegado. La directiva por su parte encabezada por el almirante Franklin Zeltzer contó con apoyo de Atilio Ratomile en la gerencia general y Juan Emilio Rodríguez como coordinador.

### El primer ascenso y la crisis
En la temporada 2010-2011 el equipo juega en Primera División con muy poca fortuna, pues al término de la misma desciende a Segunda División, sumergida en una fuerte crisis económica producto de la falta de apoyo comercial y deportivo, que pusieron en duda la continuidad del equipo.
El técnico Jesús Iglesias, se encargó de armar el plantel e inició la pretemporada y cinco días antes del arranque del Torneo Apertura 2010 fue separado del cargo y en su lugar contrataron al uruguayo Carlos María Ravel, quien apenas dirigió tres juegos antes de renunciar. Fue sustituido por el jugador activo y capitán Edson Rodríguez, quien dirigió al equipo hasta el último juego del Torneo Clausura 2011, en que descendió a Segunda División.
El domingo 8 de agosto de 2010 el Atlético Venezuela debutó en la Primera División ante el Atlético El Vigía empatando a un gol, tanto anotado por Emilio Garcés a los 64 minutos. En el tiempo adicionado (90+4’) el tachirense José Contreras le dio la igualdad al equipo merideño y le impidió al Atlético Venezuela obtener su primer triunfo en la máxima división. El árbitro principal de este histórico compromiso, disputado en el Estadio Nacional Brígido Iriarte fue el carabobeño Paúl Riera.
Luego de 34 jornadas, el equipo finalizó penúltimo en la Tabla Acumulada de la Temporada 2010-2011 y perdió la categoría. El saldo final fue de 34 jugados, apenas 6 ganados, 5 empatados y 23 perdidos. Anotó 30 goles y recibió la cifra récord de 83 en contra. Cabe destacar la goleada de 10-0 recibida por el Deportivo Anzoátegui el 28 de abril de 2011.
Descendido a Segunda División, con numerosas deudas con jugadores, técnicos y proveedores, el club entra en crisis y se duda de su participación en la Temporada 2011-2012 en la categoría de plata.

### La reestructuración
A falta de un mes para el inicio de la temporada, un grupo de jóvenes empresarios deciden hacerle frente al equipo, salvarlo económica y deportivamente y de mutuo acuerdo con la directiva anterior asumen el control del Atlético Venezuela.
La nueva junta directiva la encabeza el Dr. Rubén Villavicencio, quien rápidamente asume el compromiso adquirido con las autoridades salientes y dan inicio a un saneamiento de la deuda y a la reconstrucción del equipo en su parte deportiva. Contratan al director técnico José Hernández y a un grupo de jóvenes futbolistas, en su mayoría procedentes de clubes de Primera División, así como algunos cedidos a préstamo.
El primer objetivo deportivo trazado por el nuevo Atlético Venezuela fue el de ocupar los primeros lugar de su grupo en el Torneo Apertura 2011 y ganar el derecho de jugar el Clausura 2012, que será el que le permita luchar por el ascenso a la Primera División.
El primer objetivo deportivo fue logrado. El siguiente fue conseguir el ascenso a Primera División, alcanzado luego de un notable Torneo Clausura, en el que el equipo finalizó campeón invicto e impuso un récord nacional de 30 encuentros sin derrotas en la Segunda División.

### El segundo ascenso
El Atlético Venezuela, disputó su segunda temporada en la Primera División. Logró una destacada actuación en la Copa Venezuela 2012, en la que alcanzó por primera vez los cuartos de final. Allí, luego de cuatro victorias consecutivas en las rondas anteriores, se despidió del torneo ante el Deportivo Anzoátegui por apenas un gol de diferencia (global 3-2).

### Consolidación y debut internacional
De regreso a Primera División el Atlético Venezuela escribió una nueva y exitosa historia en la temporada 2012-2013. En la tabla acumulada de la temporada, el equipo se ubicó en el octavo lugar y le valió jugar su primera serie pre sudamericana, en la cual enfrentó al Deportivo Táchira que le eliminó en cerrada lucha.
En la temporada 2013-2014, Atlético Venezuela se trazó ir por más. En la tabla acumulada, el cuadro nacional finalizó en la novena posición con 47 unidades cosechadas y en su segunda serie Presudamericana consecutiva, enfrentó al Aragua FC que lo eliminó en una llave muy pareja de principio a fin.
En el mes de julio de 2014, Atlético cumplió cinco años de fundado y a partir de agosto disputa su sexto campeonato profesional, cuarto en la primera división, con el firme propósito de seguir cumpliendo los objetivos trazados en la institución.
2016 significó un año de muchas alegrías para Atlético Venezuela. Un comienzo ilusionante se vio complicado al final del Torneo Apertura por adversos resultados deportivos que comprometieron la continuidad del equipo en la máxima categoría del fútbol profesional. Sin embargo, con trabajo, gallardía, amor por los colores y muchas ganas, el grupo supo sacar las fuerzas necesarias para terminar el Torneo Clausura entre los cuatro mejores equipos del semestre, bajo el mando del técnico español Álex Pallarés,  alcanzando así el mejor desempeño en los cortos siete años de historia que tiene la institución, con el añadido de lograr una de las metas planteadas a corto plazo: participar en una competencia internacional.
El colofón fue sobrepasado por los chicos de la categoría Sub-20 que contra todo pronóstico batieron en una disputada final de la Serie Oro al Deportivo Táchira, convirtiéndose en campeones nacionales y clasificando a la Copa Libertadores de la categoría, demostrando así que la inversión y dedicación puesta en el crecimiento del fútbol base es la máxima prioridad en Atlético Venezuela.
Ello presenta un 2017 ilusionante, que arrancó con una sonada victoria internacional en su estreno en la Copa Sudamericana. Fue el miércoles 1° de marzo, en el Estadio Nacional de Santiago de Chile, bajo el mando del técnico argentino Ignacio González, cuando el Atlético derrotó al Palestino de aquel país 0-1 con tanto del también argentino Jonathan Herrera, por el partido de ida de la primera fase de dicha competición.
Desde allí, el empuje de la Raza Atlética por conseguir objetivos importantes ha llevado a renombrados jugadores del entorno nacional a reforzar al Atlético Venezuela. Por lo tanto, no resultó sorpresivo que en el Torneo Apertura 2019, el equipo del profesor Jaime de la Pava lograra la clasificación al octogonal final del torneo, donde Carabobo FC en una pareja llave de ida y vuelta fue el rival que sacó de competencia a los nacionales, que aun así tuvieron un destacadísimo torneo con Edder Farías como máximo artillero de la competencia con 18 goles y Marlon Fernández como el mejor asistidor con 8 pases de gol a lo largo del Torneo Apertura en el décimo
aniversario del club.
Para este 2020, la Raza Atlética apunta a lo más alto institucional y deportivamente. Es por ello que de la mano de jugadores renombrados en el entorno futbolístico nacional venezolano, y tras un mercado de fichajes muy inteligente, las expectativas están colocadas en el proyecto del Atlético Venezuela. A cargo del mismo un viejo conocido del club: Henry Meléndez, quien se formó como estratega desde la Sub-14 en las categorías menores del club. Asimismo, varios de los jugadores que integrarán el plantel profesional y las categorías menores han hecho vida desde pequeños en Fuerte Tiuna, siendo la casa azul y roja la que los ha visto crecer como futbolistas profesionales.
Atlético Venezuela desapareció al final de la temporada 2021 como institución después de no poder jugar la fase final hexagonal B por no cumplir con los requisitos exigidos por la federación.

## Instalaciones
El Atlético Venezuela CF disputa sus partidos de local en el Estadio Brígido Iriarte, ubicado en pleno corazón de Caracas, Venezuela, en la urbanización El Paraíso. Inaugurado como «Estadio Nacional» en 1937 y remodelado desde sus cimientos para los Juegos Panamericanos de 1983. Tiene capacidad para 9800 espectadores, cómodamente sentados en la silletería dispuesta en sus dos tribunas, de dos niveles cada una.

### Centro de Entrenamiento
Ubicado en Fuerte Tiuna, es el recinto donde el primer equipo hace vida en sus entrenamientos y donde disputan sus partidos las categorías menores y femeninas del club. A principios de 2019 se comenzaron a hacer trabajos de remodelación y ampliación de los terrenos, para que se puedan adaptar a las exigencias de competiciones tales como la Super Liga Femenina y la Serie Élite.

## Plantilla 2020

### Jugadores y Cuerpo Técnico
(*) Jugadores Juveniles Sub-18, según reglamento del Torneo debe haber al menos 1 jugador Sub-18 en cancha

### Altas y bajas:Torneo Apertura 2020 (Venezuela)
| Altas             | Altas          | Altas                             | Altas         | Altas |
| Jugador           | Posición       | Procedencia                       | Tipo          | Costo |
| ----------------- | -------------- | --------------------------------- | ------------- | ----- |
| Ricardo Martins   | Centrocampista | Caracas Fútbol Club               | Compra        | ---   |
| Jesús Gómez       | Centrocampista | Estudiantes de Mérida Fútbol Club | Compra        | --    |
| Grenddy Perozo    | Defensa        | Carabobo Fútbol Club              | Compra        | --    |
| José Ismael Páez  | Defensa        | Carabobo Fútbol Club              | Compra        | --    |
| Edder Farías      | Delantero      | Junior de Barranquilla            | Fin de Cesión | --    |
| Óscar Parra       | Defensa        | Yaracuyanos Fútbol Club           | Compra        | --    |
| Jorge Padrón      | Centrocampista | Atlético Furrial                  | Compra        | --    |
| Adjin Livingstone | Centrocampista | Mineros de Guayana                | Compra        | --    |
| Luis Castillo     | Delantero      | Estudiantes de Mérida             | Compra        | --    |

| Bajas            | Bajas          | Bajas                 | Bajas           | Bajas | Bajas |
| Jugador          | Posición       | Destino               | Tipo            | Costo |       |
| ---------------- | -------------- | --------------------- | --------------- | ----- | ----- |
| Edixson González | Guardameta     | Angostura Fútbol Club | Fin de contrato | --    |       |
| Gustavo Páez     | Delantero      | Mineros de Guayana    | Venta           | --    |       |
| Anthony Graterol | Defensa        | Deportivo Táchira     | Venta           | --    |       |
| Romer Rojas      | Delantero      | (Desconocido)         | Fin de contrato | --    |       |
| Giovanni Favuzzi | Defensa        | (Desconocido)         | Fin de contrato | --    |       |
| Diomar Díaz      | Centrocampista | Jaguares de Córdoba   | Fin de contrato |       |       |

## Estadísticas históricas del club
- Primer gol en 1.ª

Emilio Garcés en el partido contra Atlético El Vigía al minuto 64.
- Primer punto en 1.ª

En la fecha 1º ante Atlético El Vigía consiguiendo un empate a 1, el 8 de agosto de 2010.
- Participaciones en Copa Sudamericana: 1 (2017)

### Máximos goleadores del club
- Actualizado al 20 de febrero de 2020.

| Posición | Nombre              | País                 | Temporadas | Goles |
| -------- | ------------------- | -------------------- | ---------- | ----- |
| 1        | Héctor 'Tico' Pérez | Bandera de Venezuela | 2011-2018  | 37    |
| 2        | Edder Farías        | Bandera de Venezuela | 2018-Act.  | 32    |
| 3        | Anthony Uribe       | Bandera de Venezuela | 2012-2016  | 25    |
| 4        | Joel Infante        | Bandera de Venezuela | 2016       | 19    |
| 5        | Marcelo Refresquini | Bandera de Uruguay   | 2010-2012  | 17    |
| 6        | Irwin Antón         | Bandera de Venezuela | 2011-2013  | 10    |
| 7        | Cristian Cásseres   | Bandera de Venezuela | 2012-2014  | 10    |

- Actualizado al 11 de febrero de 2020.

### Entrenadores de todos los tiempos en Primera División
| Entrenadores            | Período   | Partidos jugados | Ganados | Empatados | Perdidos |
| ----------------------- | --------- | ---------------- | ------- | --------- | -------- |
| Carlos María Ravel      | 2010      | 5                | 1       | 2         | 2        |
| Edson Rodríguez         | 2010-2011 | 18               | 5       | 3         | 10       |
| José Hernández          | 2012-2015 | 121              | 36      | 41        | 44       |
| Álex Pallarés           | 2016      | 38               | 14      | 12        | 12       |
| Ignacio Carlos González | 2017      | 17               | 6       | 3         | 8        |
| Álex Pallarés           | 2017      | 17               | 3       | 6         | 8        |
| Antonio Franco          | 2018      | 34               | 10      | 10        | 14       |
| Jaime de La Pava        | 2019      | 29               | 8       | 13        | 8        |
| Henry Meléndez          | 2019-2020 | 11               | 2       | 3         | 5        |

### Entrenadores de todos los tiempos en Segunda División
| Entrenadores   | Período | Partidos jugados | Ganados | Empatados | Perdidos |
| -------------- | ------- | ---------------- | ------- | --------- | -------- |
| Rodrigo Piñón  | 2009    | 21               | 8       | 7         | 6        |
| Jesús Iglesias | 2010    | 18               | 11      | 5         | 2        |

## Fútbol femenino
El cuadro nacional también es femenino. Desde que se creó la Super Liga profesional femenina, la institución azul y roja ha apostado por el balompié femenil, dando así garantía de igualdad y masificación de la disciplina en el país. Desde su nacimiento, la Raza Atlética ha tenido en sus filas a jugadoras con procesos de selección nacional, que han representado a la Vinotinto en sus distintas categorías. Algunas de ellas son: Vimarest Díaz (Mundialista Sub-20 / 2015), Yailyn Medina (Mundialista Sub-20 / 2015), Zhenia Liendo (Selección Nacional Sub-20 actualmente), Aranzha Aguiar (selección de Venezuela Sub-17 - Sudamericano de Argentina 2018), Yurimar Toledo (Mundialista Sub-17 / 2010), Maleike Pacheco (Mundialista Sub-17 / 2010), entre otras.
La goleadora histórica del conjunto femenino es Ariannys Oropeza con 31 anotaciones con los tres años que lleva en la escuadra profesional. A cargo de este espléndido grupo de jugadoras se encuentra el estratega Ayrton Marques, que asumió las riendas del cuadro nacional desde la creación de la Super Liga en el 2017. El conjunto femenino hace vida en el Centro de Entrenamiento de Fuerte Tiuna y allí mismo reciben jornada tras jornada a sus rivales. Para la temporada 2020 seguirán demostrando que son de raza atlética y de esa manera dejar el nombre de la institución en lo más alto.

## Palmarés
- Segunda División de Venezuela (2): 2009/10 y 2011/12
- Torneo Clausura de Segunda División (1): 2009/2010

## Directiva y Personal Administrativo
- Presidente:  Rubén Villavicencio
- Vicepresidente:  Luisa Gómez
- Tesorero:  Reinaldo Burgos
- Director General:  Braulio Méndez
- Director adjunto:  José Salazar
- Administrador:  Mayker Bravo  Yusbely Olivo
- Coordinadora de Mercadeo:  Marialexandra Bermúdez
- Jefe de Seguridad:  Gustavo Ortiz
- Gerente de medios:  Víctor Gómez
- Jefe de Prensa:  Luis Pérez Fernández
- Medios y Prensa:  Juan Silva  Álvaro Navas  Theoscar Mogollón  Juan José Orozco  Fabrizio Cuzzola,  Kathleen Gonzalez

## Indumentaria
| Torneo    | Equipador |
| --------- | --------- |
| 2009-2011 | Puma      |
| 2011      | Runic     |
| 2012-2018 | Adidas    |
| 2019      | Givova    |
| 2020-Act  | Uhlsport  |